# Gooise Meren
Gooise Meren es un municipio holandés en el sureste de la provincia de Holanda Septentrional, en la región de Gooi en Vechtstreek. Fue creado por la fusión de tres municipios vecinos: Bussum, Naarden y Muiden. El municipio se constituyó el 1 de enero de 2016 y contaba entonces con 56.687 habitantes, número que posteriormente ha aumentado ligeramente hasta los 58.885 el 31 de enero de 2022. Esto lo convierte en el segundo municipio de Gooi en términos de población, el duodécimo en el norte de Holanda y el 65 en los Países Bajos. El ayuntamiento está ubicado en el núcleo más grande, Bussum.
La parte más septentrional de la cordillera de Utrecht, el lago Naardermeer y la isla artificial Pampus se encuentran dentro de sus límites.
Gooise Meren limita al noroeste con el lago IJmeer y al noreste con el lago Gooimeer. El río Vecht desemboca en el IJmeer en Muiden, y también el extremo norte de la antigua Línea de Agua Holandesa termina en Muiden. 

## Personas destacadas

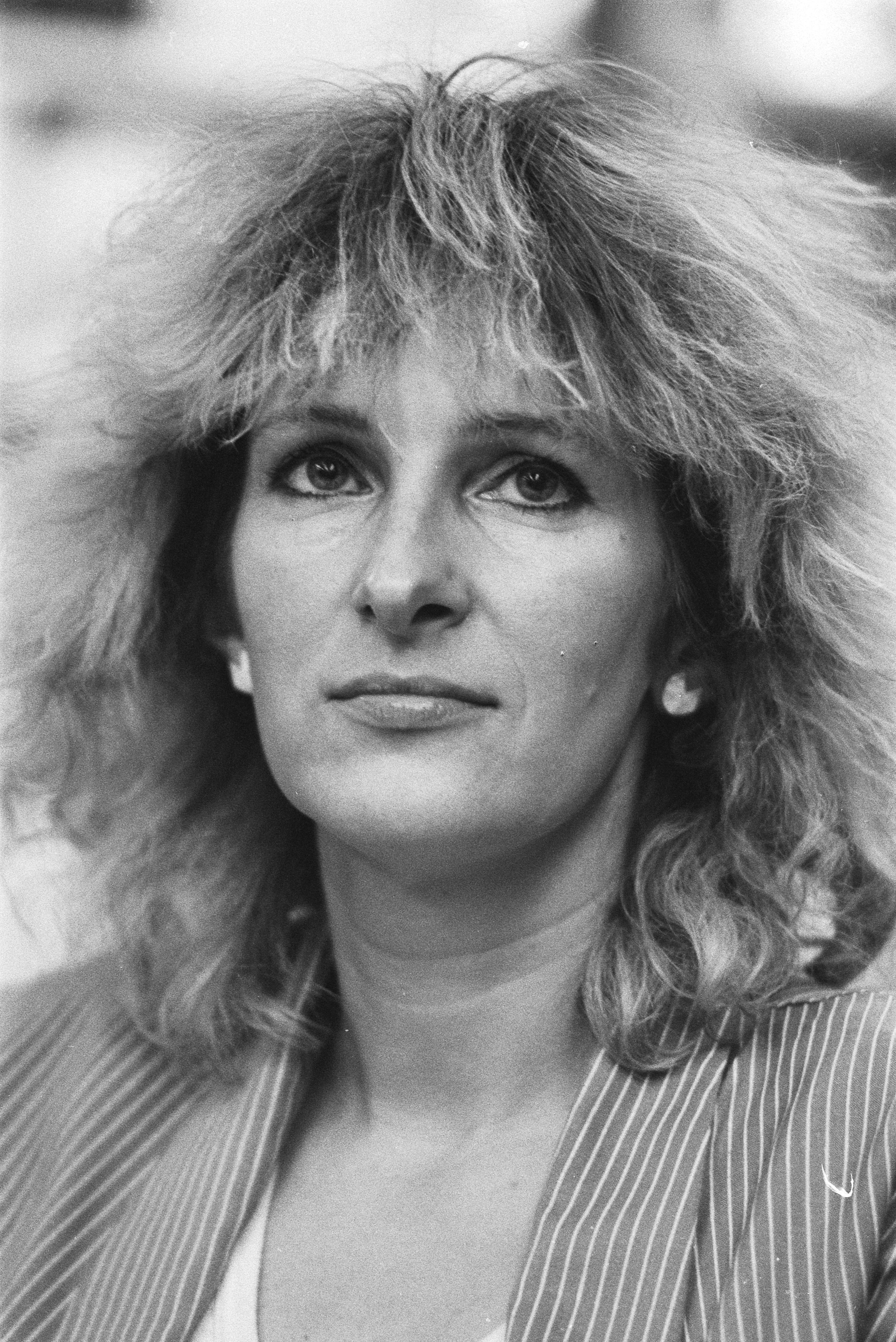
Tessa de Loo, 1983

- Salomon van Ruysdael (hacia 1602 en Naarden - 1670) paisajista holandés del Siglo de Oro
- Willem Cornelis Bauer (1862 - 1904 en Bussum) arquitecto y pintor holandés
- Frank Martin (1890 - 1974 en Naarden), compositor suizo
- Willem Arondeus (1894 en Naarden - 1943) artista y escritor que se unió a la resistencia neerlandesa
- Gerrit Jan van Heuven Goedhart (1901 en Bussum - 1956) político y diplomático neerlandés, primer Alto Comisionado de las Naciones Unidas para los Refugiados 1951/1956
- Paul Biegel (1925 en Bussum - 2006) prolífico escritor neerlandés de literatura infantil.
- Ronnie Tober (nacido en 1945 en Bussum), cantante neerlandés.[3]
- Tessa de Loo (nacida en 1946 en Bussum) seudónimo de la novelista y cuentista neerlandesa
- Thekla Reuten (nacida en 1975 en Bussum), actriz neerlandesa.[4]